# Giải thưởng Nhà nước Liên Xô

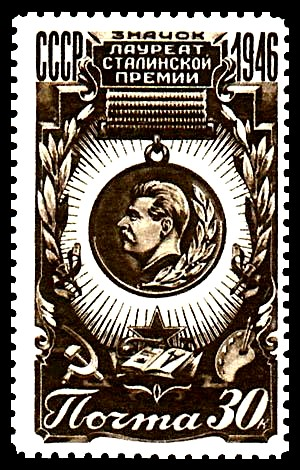
Hình ảnh huy hiệu Giải thưởng Stalin được in trên tem

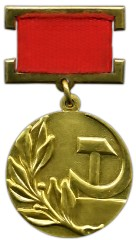
Huy hiệu Giải thưởng Nhà nước

Giải thưởng Nhà nước Liên Xô (tiếng Nga: Госуда́рственная пре́мия СССР, chuyển tự Latinh: Gosudarstvennaya premiya SSSR) là giải thưởng vinh dự của nhà nước Liên Xô. Giải ra đời ngày 9 tháng 9 năm 1966. Sau khi Liên Xô tan rã, giải này được kế tục bởi Giải thưởng Nhà nước Liên bang Nga.
Trước đó, đã có một giải thưởng tương tự gọi là Giải thưởng Nhà nước Stalin (Государственная Сталинская премия, chuyển tự: Gosudarstvennaya Stalinskaya premiya), thường gọi tắt là Giải Stalin, tồn tại trong giai đoạn 1941 đến 1954. Khi Giải thưởng Nhà nước Liên Xô ra đời thì các bằng chứng nhận và huy hiệu Giải thưởng Stalin được đổi mới.
Vào năm 1944 và 1945, tức hai năm cuối của Thế chiến thứ hai, người ta không tổ chức lễ trao giải cho Giải thưởng Stalin mà tổ chức bù hai lần vào năm 1946: lần thứ nhất diễn ra vào tháng 1 cho các tác phẩm được sáng tác trong các năm 1943-1944, và lần thứ hai diễn ra vào tháng 6 cho các tác phẩm sáng tác năm 1945.
Giải thưởng Nhà nước Liên Xô có ba cấp là 1, 2 và 3, được trao tặng hàng năm cho các cá nhân thuộc các lĩnh vực khoa học, toán học, văn học, nghệ thuật và kiến trúc nhằm tôn vinh những thành tựu nổi bật nhất đóng góp cho sự tiến bộ của Liên Xô và trong sự nghiệp xây dựng chủ nghĩa xã hội. Giải thường dành cho các tác phẩm, công trình hơn là trao cho cá nhân.
Ở mỗi nước cộng hòa Xô viết và cộng hòa tự trị thuộc Liên Xô đều có một Giải thưởng Nhà nước (hay Giải thưởng Stalin).
Giải thưởng Stalin khác với Giải thưởng Hòa bình Stalin. Giải Hòa bình ra đời ngày 21 tháng 12 năm 1949 và thường được trao cho công dân nước ngoài hơn là trao cho công dân Liên Xô.
Không nên nhầm lẫn giải này với Giải thưởng Lenin.